# Thomisops granulatus
Thomisops granulatus is een spinnensoort in de taxonomische indeling van de krabspinnen (Thomisidae).
Het dier behoort tot het geslacht Thomisops. De wetenschappelijke naam van de soort werd voor het eerst geldig gepubliceerd in 1989 door Dippenaar-Schoeman.